# Niebla

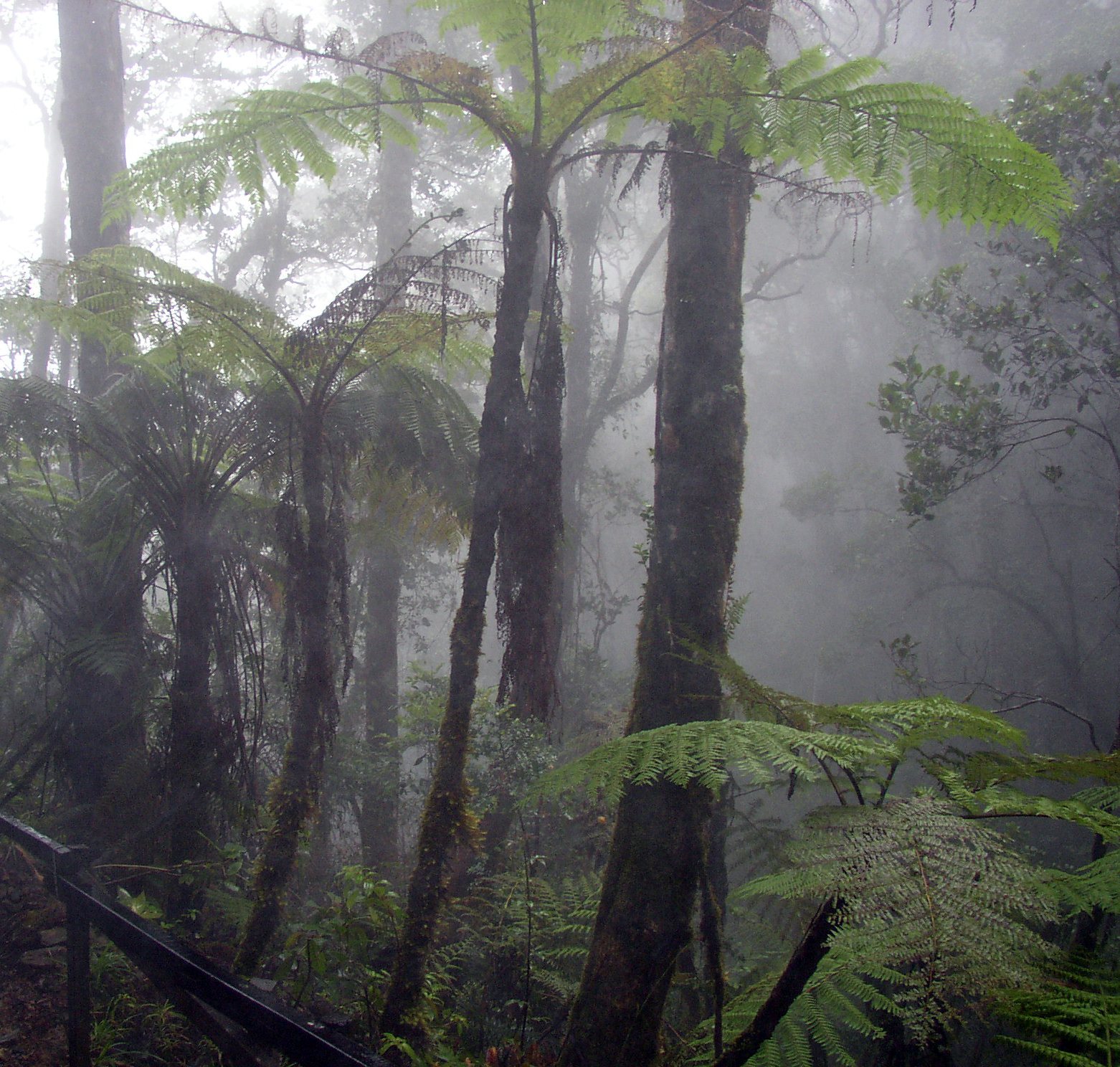
Helechos arbóreos en el bosque nuboso de Kinabalu, Borneo.

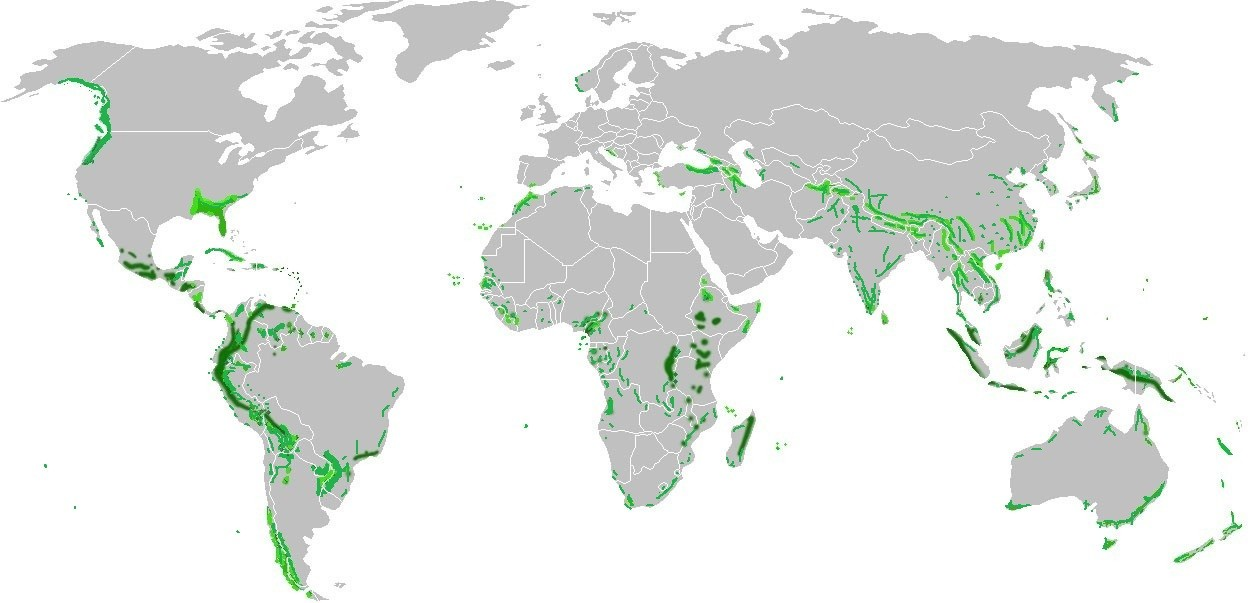
Distribución de los bosques nubosos, laurisilvas y enclaves de hábitat de nieblas.

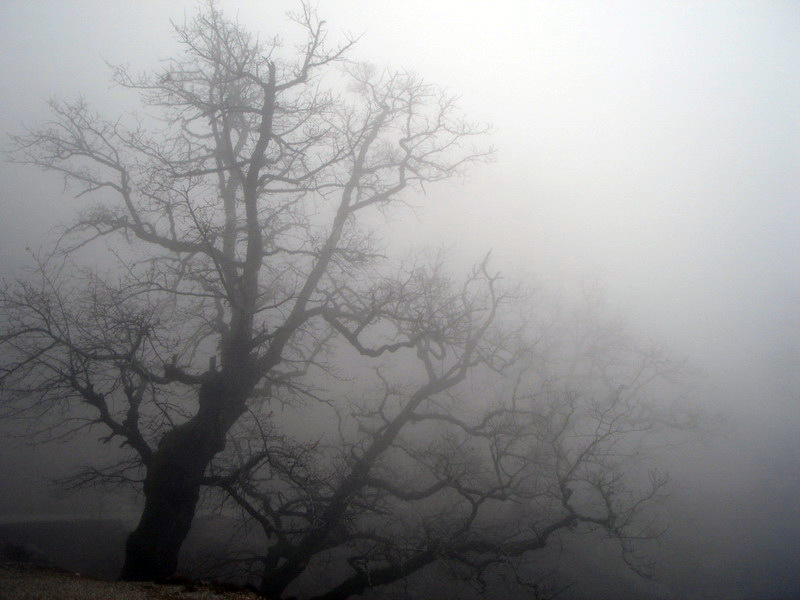
Niebla en una región montañosa griega.

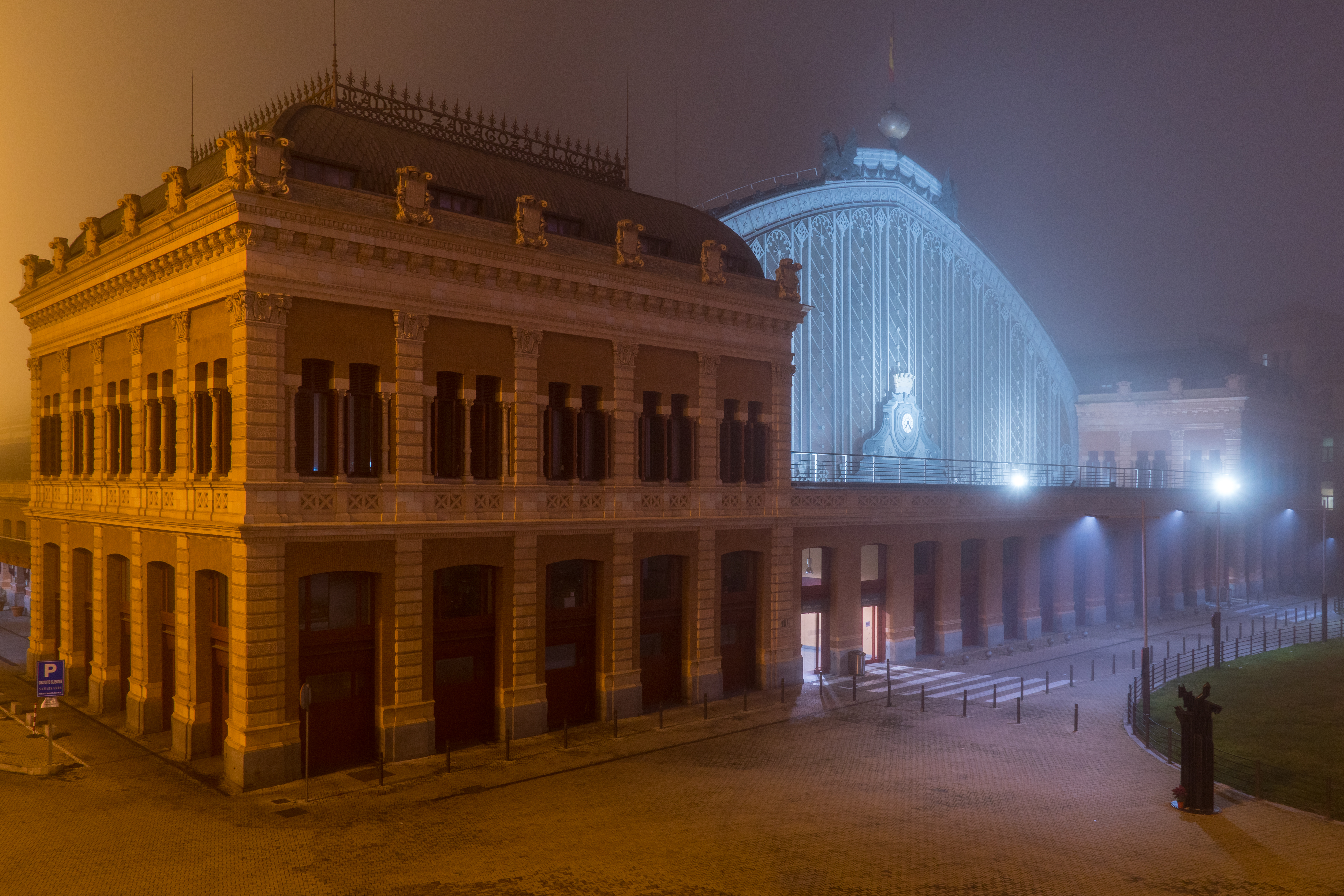
Niebla en la estación de Atocha, Madrid.

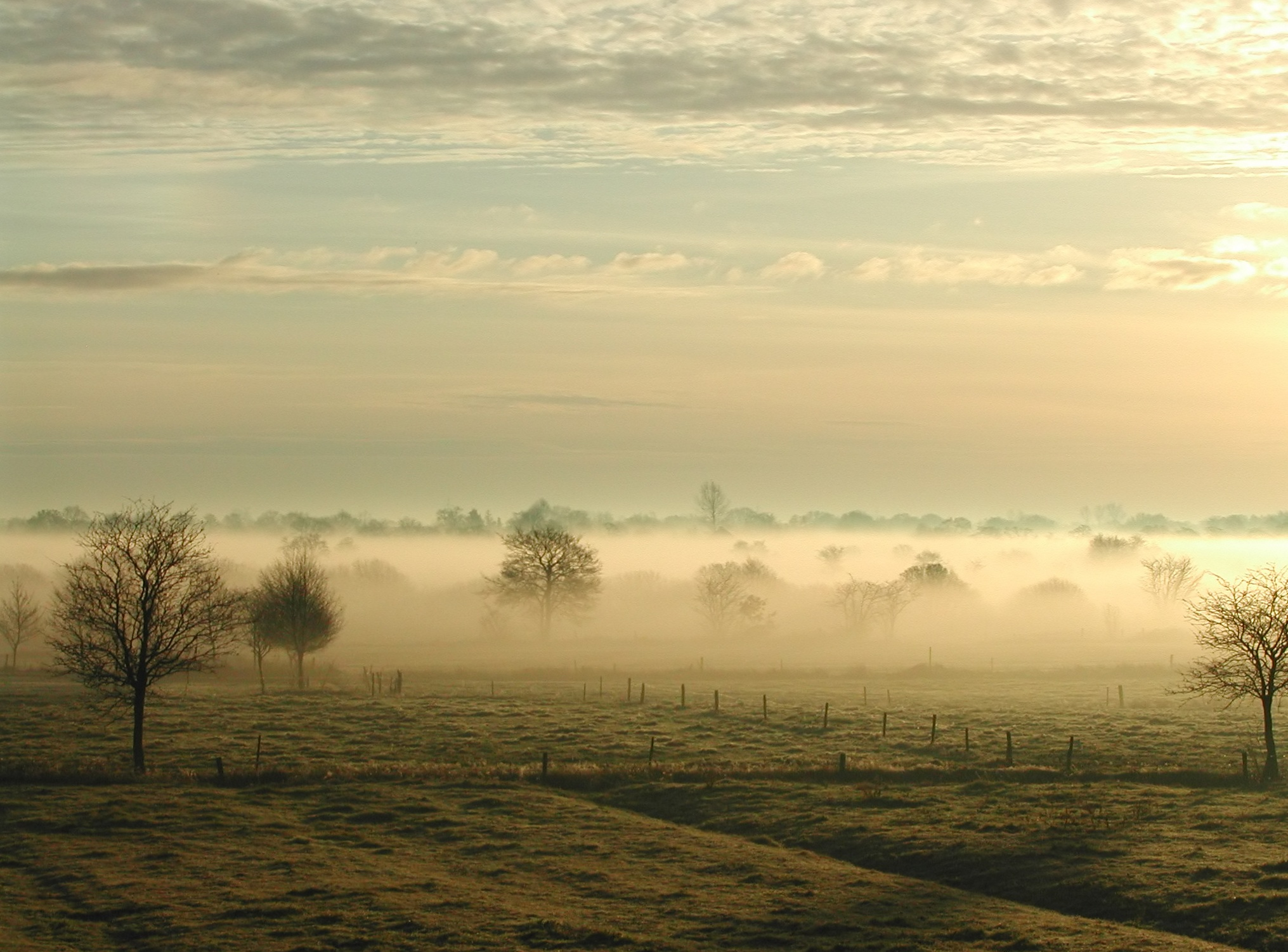
Niebla en una llanura de Frisia oriental, Europa central.

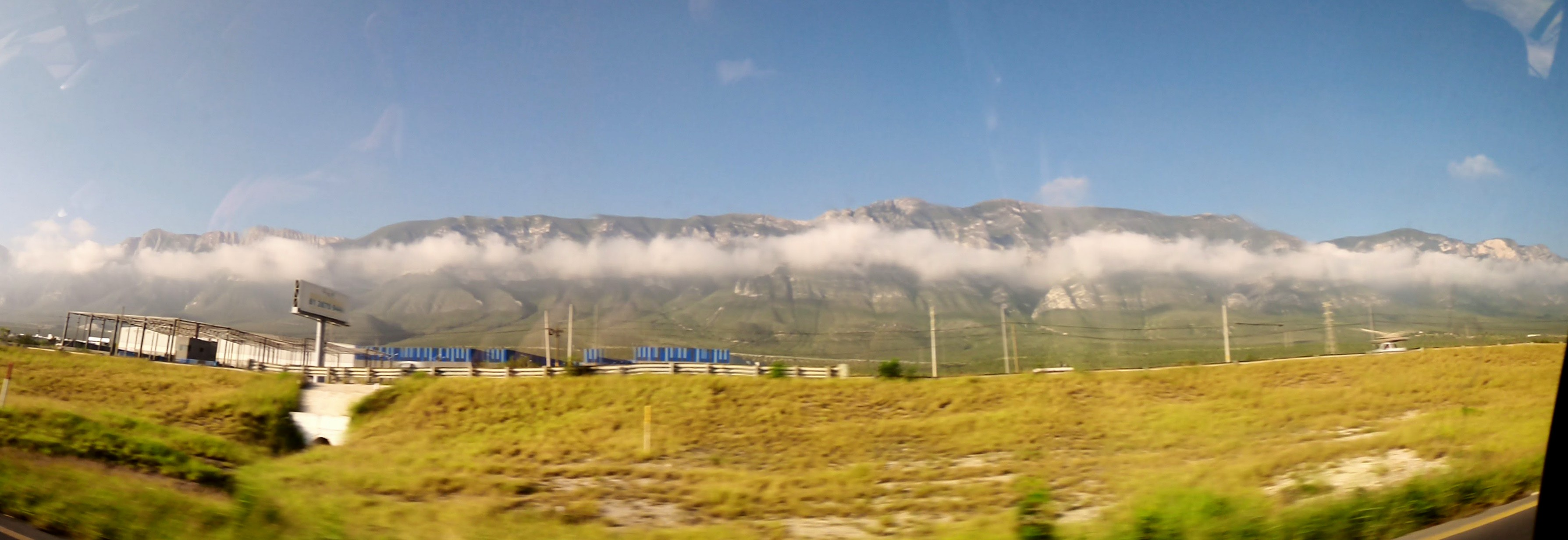
Neblina ligera ascendiendo en las montañas, debido al calentamiento del aire

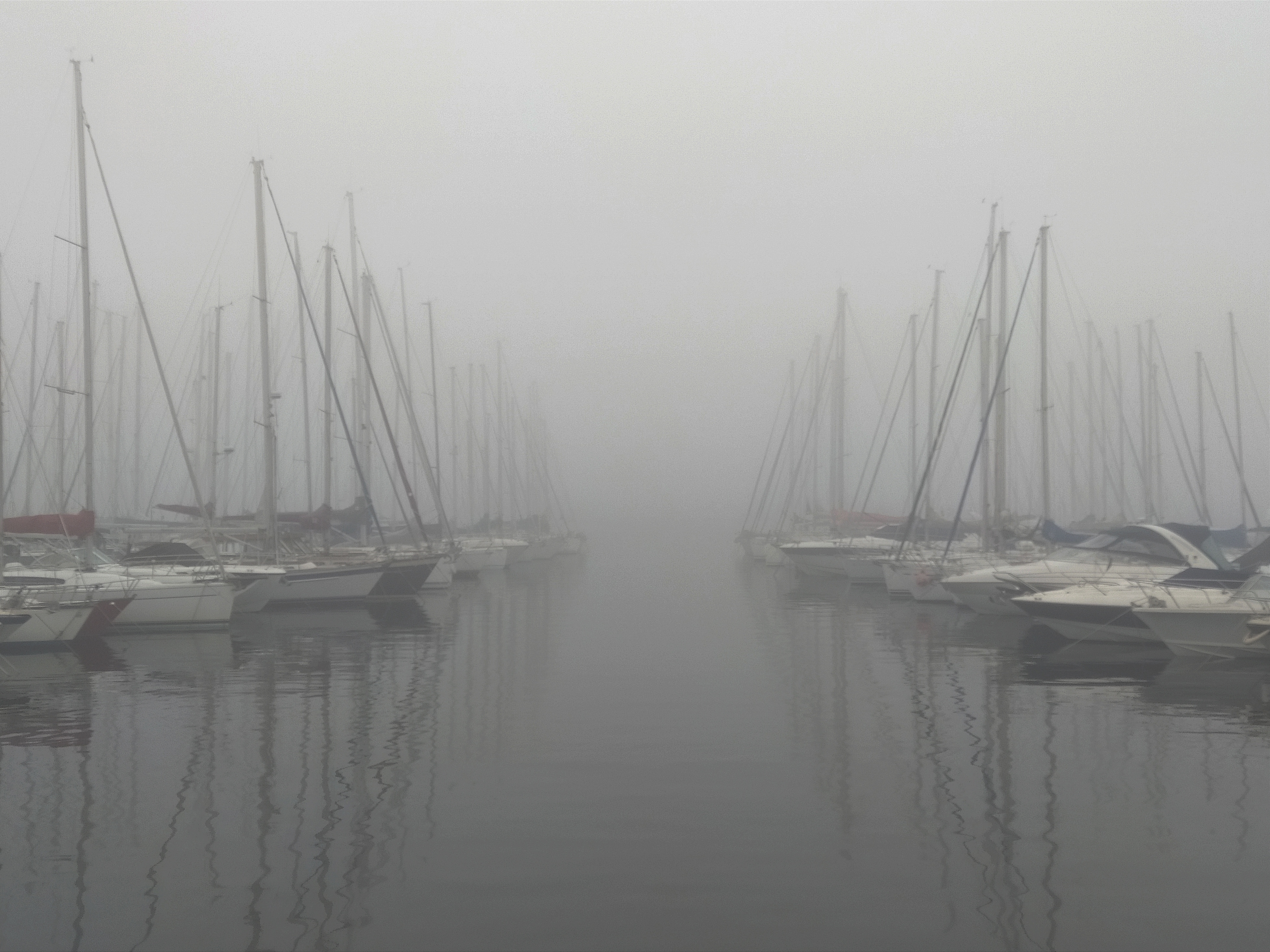
Puerto Viejo de Marsella.

La niebla (del latín nebŭla) es un término general referido a la suspensión de gotas pequeñas en un gas. En meteorología, se refiere a la suspensión de gotas pequeñas de agua que producen una visibilidad de menos de 1 km. Es un fenómeno meteorológico que consiste en nubes muy bajas, cerca o a nivel del suelo y formadas por partículas de agua de pequeño volumen en suspensión.

## Generalidades
En general es llamada niebla cuando se trata de la condensación de la humedad del aire, pero todavía en suspensión, en forma de gotas de agua y estas gotas de agua no son lo suficientemente grandes como para que la fuerza de la gravedad terrestre las haga precipitarse, como es el caso de la lluvia. Localmente recibe otros nombres cuando empieza su precipitación (niebla meona, garúa, sirimiri, chirimiri, chilimili, etc.).
La Organización Meteorológica Mundial (OMM) define la niebla atmosférica como la suspensión de gotas pequeñas de agua (casi siempre, microscópicas) en el aire que también reduce la visibilidad horizontal en la superficie terrestre a menos de 1 km.
Los bancos de niebla se forman de la misma manera que cualquier otro tipo de nubes, pues de nubes estratiformes se constituye la niebla.
La mayor parte de las nieblas se producen al evaporarse la humedad del suelo, pero puede proceder del vapor de agua expelido por la vegetación o por masas de agua dulce o salada, ríos, arroyos, charcos, etc. Como describe la física en las propiedades térmicas de los gases, la mayor temperatura relativa de una masa de aire  hace que ésta se eleve sobre otra más fría. Alternativamente, una masa gaseosa (húmeda) en superficie puede ser desplazada por otra masa más fría y, por tanto, más pesada (los gases al dilatarse por el calor pesan menos para un mismo volumen). Ambos casos provocan el ascenso del aire húmedo que, al enfriarse, se condensa dando así lugar a la formación de estas nubes bajas.
El vapor de agua se condensa con mayor facilidad alrededor de una partícula de polvo, de sal o de cualquier otro elemento en suspensión en el aire. La niebla conlleva la disminución de las condiciones de visibilidad en superficie. La dispersión de la luz en las partículas de agua que forman la niebla favorece la visibilidad en longitudes de onda similares al amarillo selectivo utilizado en faros y luces antiniebla.
Muchos hábitats de bosque húmedo montano, bosque tropical, laurisilva y bosque subtropical se caracterizan por una alta concentración de niebla superficial a la que estos biomas están especialmente adaptados. En conjunto se les denomina bosque nuboso o selva nublada. En climas más secos, esteparios o incluso en climas desérticos (como por ejemplo el desierto del Namib o el clima mediterráneo, etc.), la niebla producida en los meses propicios es también muy importante para la vegetación de esclerófitos. Las nieblas de los meses fríos con su densa humedad se precipitan por la acción del relieve y de las propias hojas de este tipo de vegetación plumosa adaptada. 
En invierno, por una parte la estructura higroscópica de la vegetación y por la otra la orografía del terreno, opuesta a la masa de aire relativamente cálido y húmedo; que obliga a aumentar la altitud sobre el nivel del mar de esa masa húmeda de aire, lo que la enfría y disminuye su punto de rocío, hacen que se condense parte de la humedad de esa masa de aire, que se precipita en forma de niebla o lluvia y crea un hábitat especialmente hidrófilo, saturado de humedad en el ambiente y en el suelo junto a las plantas que rocía. 
Plantas como el pino atrapan la humedad del aire y la precipitan gota a gota como si se tratase de un riego suplementario, que se ve más favorecido en el hemisferio norte en la cara norte de las colinas o montañas y en el hemisferio sur en la cara opuesta (cara sur) por su más baja temperatura al recibir menos calor del sol. Esta cualidad higroscópica de cierto tipo de vegetación frente a la niebla es aprovechada para algunos cultivos, que se rodean por ejemplo de murallas de coníferas.
Debido a su importancia para la agricultura, el español americano y el del Viejo Mundo tienen muchas palabras y expresiones vernáculas para describir tanto este fenómeno atmosférico como otros muy relacionados, solapándose a veces los significados y causando confusión. Así por ejemplo, en los Pirineos la niebla es denominada boira. La única diferencia entre niebla y neblina es la intensidad de las partículas, La neblina se logra captar, extendiendo redes de malla plástica colocadas verticalmente. Las pequeñas gotas se depositan en la trama de la tela y al aumentar de tamaño son atraídas por la gravedad o pueden ser conducidas a un tanque de almacenamiento para su uso tanto como agua potable o como agua para riego.
En idioma español los términos bruma y neblina se suelen usar indistintamente, aun cuando es más común llamarla bruma cuando no ocupa el terreno de manera homogénea, sino dispersa, cuando no está constituida totalmente por agua (por llevar además polvo o sal en suspensión) o cuando está en un área costera o sobre el mar. 
Se habla de rocío o rosada, en general cuando se trata de la condensación de la humedad del aire en forma de gotas por la disminución brusca de la temperatura al contacto con superficies frías, usualmente sobre la cubierta vegetal, el suelo, piedras, objetos, etc. Cuando el vapor de agua se ha enfriado lo suficiente como para provocar el cambio de estado del vapor de agua contenida en el aire a la forma de hielo (que suele depositarse) se denomina de muy variadas formas: escarcha, dorondón, helada blanca, cencellada, cinarra, etc. No se debe confundir la escarcha o helada blanca con la helada o helada negra, la cencellada dura el "rocío blanco"… en todos estos fenómenos el agua atmosférica debe tener una temperatura superficial bajo 0 °C. Atendiendo al diámetro de las partículas (gotas) la condensación del vapor de agua atmosférico recibe otras denominaciones, la llovizna es un tipo de precipitación que se caracteriza por tener un tamaño de gota pequeño, usualmente menos de 0,5 mm de diámetro, pero suficiente para provocar su caída.

## Tipos de niebla atmosférica

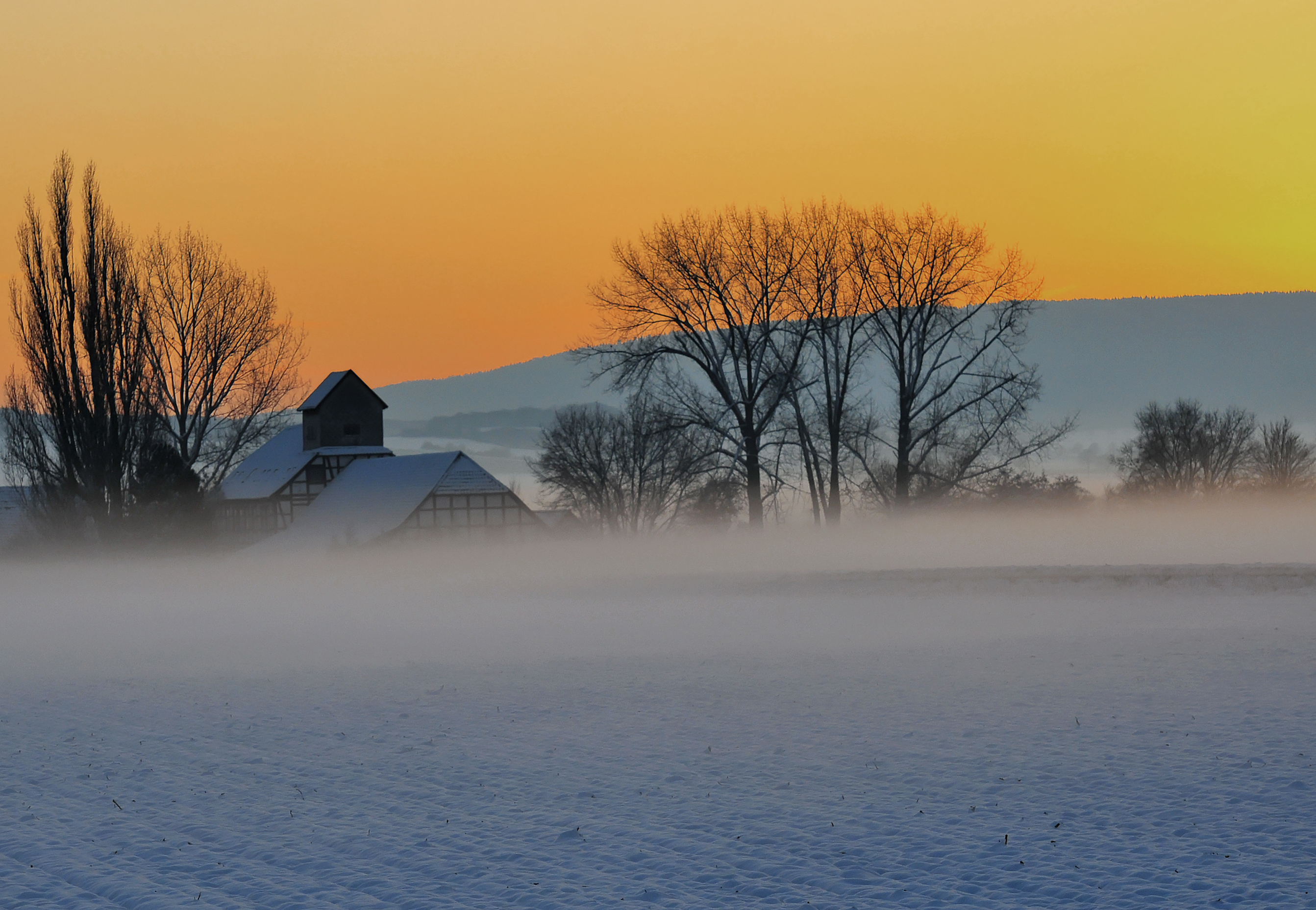
Un antiguo molino de agua en el río Haller en Adensen, cerca de Nordstemmen, en la región de Baja Sajonia (Alemania).

- Niebla de radiación: ocurre tras la puesta del sol, cuando el suelo pierde calor a través de la emisión de radiación infrarroja en una noche sin nubes (de estar presentes, las nubes evitarían que el calor escape al espacio). Entonces, el suelo enfriado produce condensación en el aire cercano al suelo, a través del proceso de conducción de calor. Este tipo de niebla es común en otoño en los países de clima templado, usualmente tiene un espesor de 1 metro (aunque la turbulencia puede hacer que se eleve) y es de corta duración.[3]
- Niebla de tierra: es la niebla que oscurece menos del 60 % del cielo y no se extiende hasta la base de las nubes de arriba.[4] Sin embargo, el término es generalmente sinónimo de una niebla de radiación que es muy superficial; en algunos casos la profundidad de la niebla es del orden de decenas de centímetros más ciertos tipos de terrenos con la ausencia de viento.
- Niebla de advección: toma lugar cuando masas de aire caliente y cargadas de humedad pasan sobre suelos fríos, lo cual hace enfriar el aire mismo aumentando la humedad relativa y provocando finalmente la condensación. Este fenómeno es común en las costas, cuando el tibio aire tropical se encuentra con aguas de latitudes mayores. También es común cuando un frente cálido se mueve sobre un área con una cantidad considerable de nieve, o luego de una granizada abundante en lugares con temperaturas templadas.

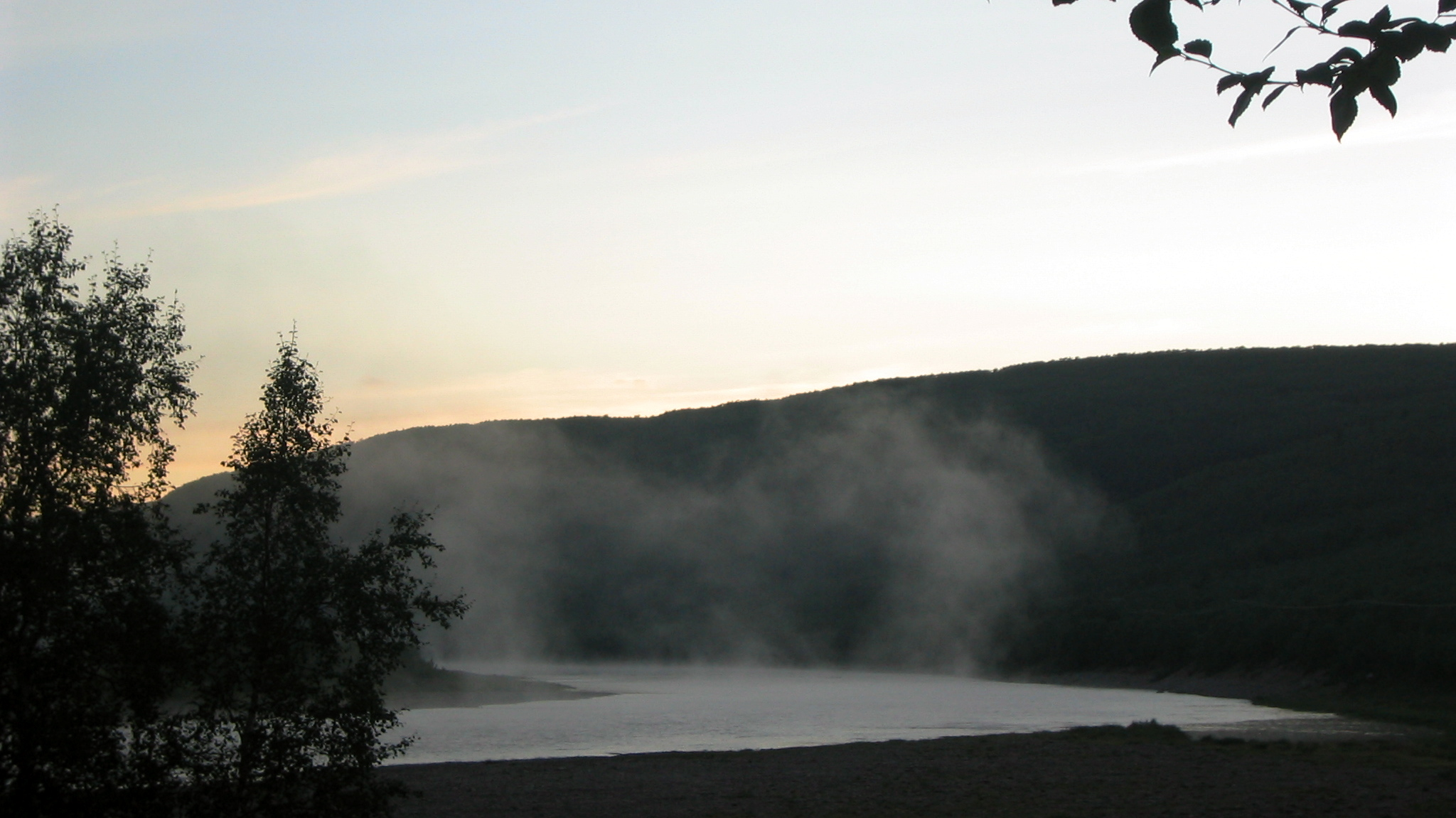
Niebla de vapor en pleno verano en el río Teno, en la frontera noruego-finlandesa.

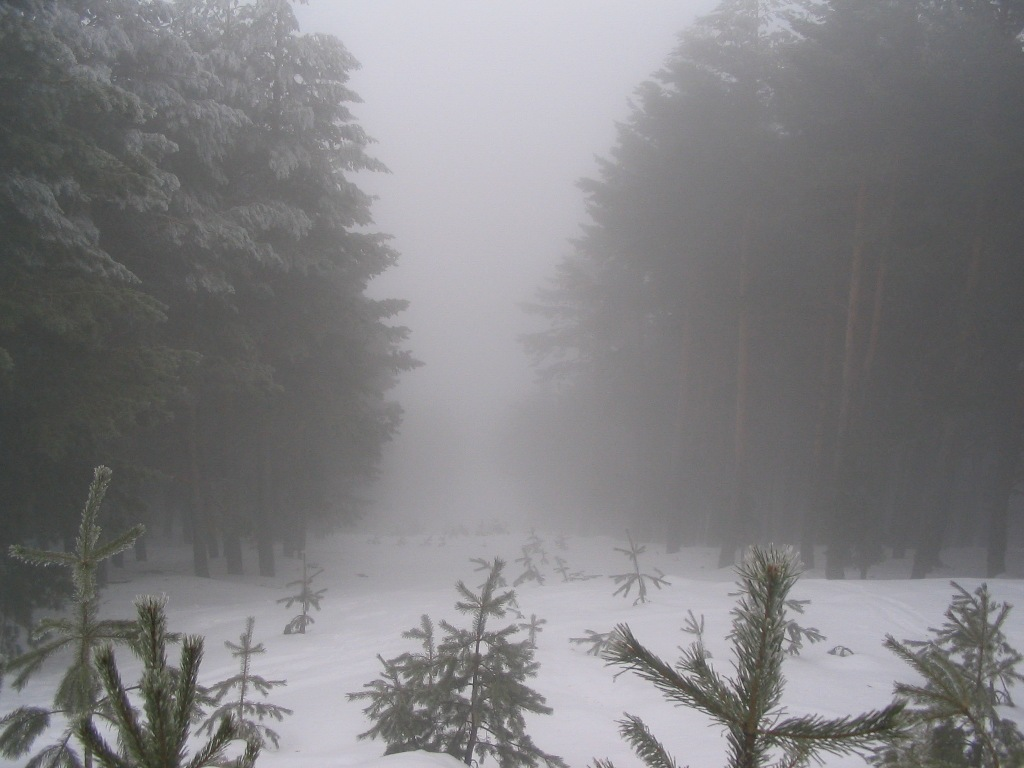
Niebla invernal en la montaña.

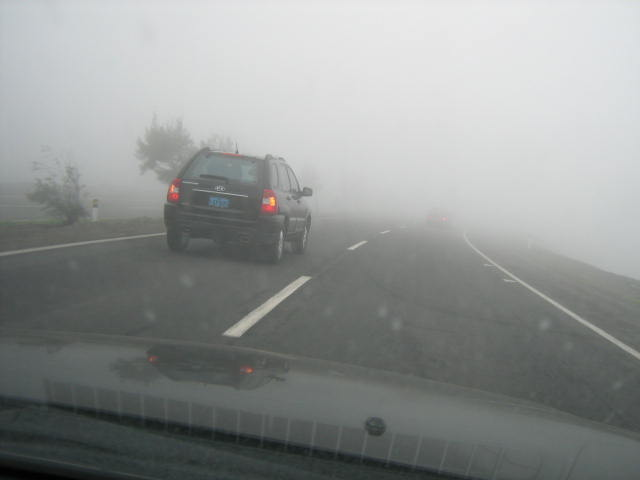
Niebla en la Ruta 001 (Perú) de la Carretera Panamericana.

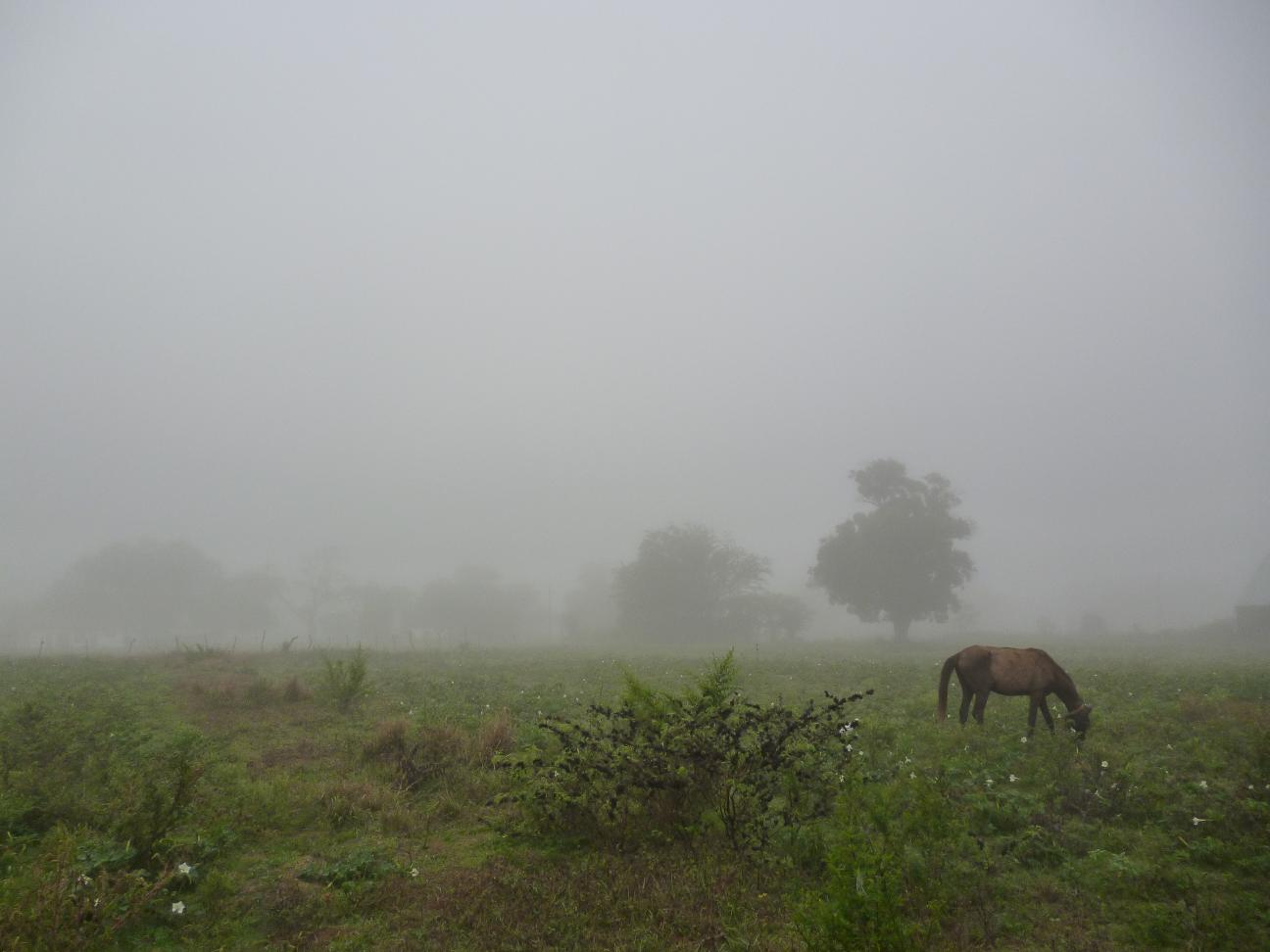
Espesa niebla en un campo de Cuba.

- Niebla de vapor: se da cuando aire frío se mueve sobre aguas más cálidas. El vapor del agua entra en la atmósfera por procesos de evaporación, y la condensación se da cuando se alcanza el punto de rocío. Este suceso es común en regiones polares, lagos de tamaño considerable, y al final del otoño y principio del invierno.
- Niebla de precipitación: se produce cuando llueve y el aire bajo la nube se halla relativamente seco. Esto hace que las gotas de lluvia se evaporen y formen vapor de agua, que se enfría, y al alcanzar el punto de rocío, se convierte en niebla.
- Niebla de ladera: se forma cuando el viento sopla contra la ladera de una montaña u otra formación geológica análoga. Al ascender en la atmósfera, la humedad se condensa. Es por esto que muchas veces las cumbres montañosas aparecen nubladas.
- Niebla de valle: se forma en los valles, usualmente durante el invierno. Es resultado de la inversión de temperatura, causada por aire frío que se asienta en el valle, mientras que el aire caliente pasa por encima de este y de las montañas. Se trata básicamente de niebla de radiación confinada por un accidente orográfico, y puede durar varios días, si el tiempo está calmado.
- Niebla de hielo: es cualquier tipo de niebla en la cual las gotas de agua se hallan congeladas en forma de cristales de hielo minúsculos. Usualmente, esto requiere de temperaturas bastante por debajo del punto de congelamiento, lo cual hace que sean comunes a regiones árticas y antárticas. En ocasiones, pequeñas cantidades de estos cristales se precipitan a tierra, como sucede en Barrow, Alaska. En determinadas regiones esta niebla es conocida como dorondón o boira dorondonera.
- Niebla de pendiente ascendente: se forma cuando el aire húmedo se eleva por la ladera de una montaña y debido a su enfriamiento adiabático y en menor medida por la disminución de la presión con la altura, se condensa.

## Vapor de agua y atmósfera
En la capa más delgada y más inferior del conjunto de las capas de la atmósfera, llamada troposfera, ocurren todos los fenómenos meteorológicos que influyen en los seres vivos, como el viento, la lluvia, la nieve y por supuesto la niebla. Además, concentra la mayor parte del oxígeno y del vapor de agua. En particular el vapor de agua que contiene la atmósfera actúa como el regulador térmico del planeta; sin él, las diferencias térmicas entre el día y la noche serían tan grandes que los seres vivos no podríamos sobrevivir.
La altura modifica tanto la temperatura como la presión de la capa gaseosa del planeta, al modificarse la densidad del aire. El fenómeno es muy sencillo: el aire se calienta en contacto con la superficie terrestre, tanto en la parte sólida como en la superficie de los océanos y mares, especialmente, en este último caso. 
Al calentarse el aire se eleva porque disminuye de densidad y por lo tanto, de presión y asciende hasta equilibrarse la temperatura de la columna ascendente del aire con su en torno a un nivel superior. Sin embargo, la comprensión de este proceso es mucho más compleja, ya que las variaciones de la presión no son exclusivamente con la altura, sino con otros factores como la mayor o menor humedad y la latitud, que modifica sustancialmente el mayor o menor espesor de la atmósfera por razones dinámicas: este espesor es máximo en la zona ecuatorial debido a la fuerza centrífuga de la rotación terrestre en dicha zona y, por ende, menor en los polos.
El proceso de circulación del agua entre los distintos compartimentos de la hidrósfera, que incluye el vapor de agua y las nubes, se denomina comúnmente ciclo del agua. Se trata de un ciclo biogeoquímico en el que hay una intervención de reacciones químicas, y el agua se traslada de unos lugares a otros o cambia de estado físico.

## Influencias topográficas

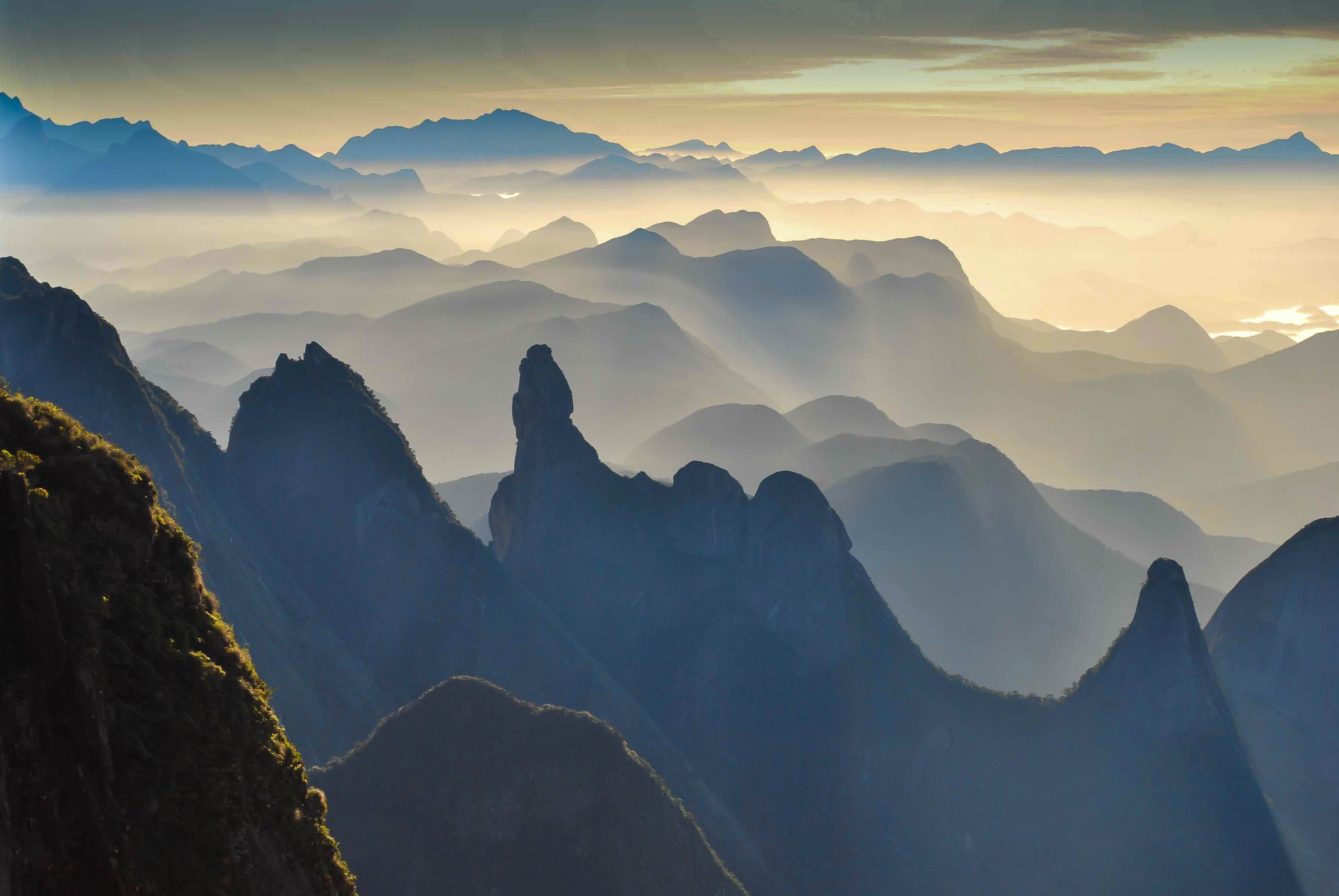
Niebla sobre el Dedo de Deus en el parque nacional Serra dos Órgãos, Río de Janeiro.

Una pendiente de niebla o colina de niebla se forma cuando los vientos soplan aire en por una pendiente (llamada elevación orográfica), adiabáticamente enfriándolo a medida que sube, y haciendo que la humedad en él se condense. Esto a menudo causa la congelación de la niebla en las montañas, donde el techo de nubes no estarían lo suficientemente bajo.
Los valles de niebla se forman en los valles montañosos, a menudo durante el invierno. Es esencialmente una niebla de radiación confinada por la topografía local y puede durar varios días en condiciones tranquilas. En el Valle Central de California, el valle de niebla se refiere a menudo como niebla de Tule.

## Diferencias meteorológicas
Diferencias entre aerosoles de polvo y de fenómenos agua
| Meteoro  | Visibilidad | Humedad  | Aerosol            |
| -------- | ----------- | -------- | ------------------ |
| Lluvia   | < 3 km      | 100 %    | Agua o hielo       |
| Llovizna | < 1 km      | 100 %    | Agua o hielo       |
| Niebla   | < 1 km      | 90-100 % | Agua o hielo       |
| Neblina  | 1 a 10 km   | 80-90 %  | Agua o hielo       |
| Calina   | > 2 km      | < 80 %   | Partículas sólidas |
| Bruma    | < 2 km      | < 80 %   | Partículas sólidas |

## Símbolos meteorológicos
| Símbolo | Número | Descripción |
| ------- | ------ | --- |
|         | 11     | Parches de niebla, de no más de 2 m sobre el terreno                                                                                                 |
|         | 12     | Más o menos niebla suave continua, de no más de 2 m sobre el terreno                                                                                 |
|         | 28     | Niebla o niebla de hielo, finalizada 1 h antes |
|         | 40     | Niebla a distancia en el momento de la observación, extendiéndose a un nivel por debajo del observador, pero no en la estación en la hora precedente |
|         | 41     | Niebla no continua |
|         | 42     | Niebla que permite ver el cielo, adelgazándose en la última h                                                                                        |
|         | 43     | Niebla que hace invisible el cielo, adelgazándose en la última h                                                                                     |
|         | 44     | Niebla que permite ver el cielo, sin cambios aparentes en la última h                                                                                |
|         | 45     | Niebla que hace invisible el cielo, sin cambios aparentes en la última h                                                                             |
|         | 46     | Niebla que permite ver el cielo, comenzando o ya está espesa en la última h                                                                          |
|         | 47     | Niebla que impide ver el cielo, comenzando o ya está espesa en la última h                                                                           |
|         | 48     | Niebla, cencellada, cielo visible |
|         | 49     | Niebla, cencellada, o niebla helada cielo invisible                                                                                                  |

## Lugares remotos
El lugar más remoto de niebla en el mundo es Hamilton, Nueva Zelanda, seguido de cerca por los Grandes Bancos frente a las costas de Terranova, el lugar de encuentro del frío en la Corriente del Labrador desde el norte y el más cálido en la Corriente del Golfo desde el sur. Algunas de las áreas terrestres más nebulosas en el mundo incluyen Canadá (Terranova) y Point Reyes (California), cada uno con más de 200 días de niebla al año. Aun por lo general el más cálido está al sur de Europa, una densa niebla y la niebla localizada se encuentra a menudo en las tierras bajas y los valles, como la parte inferior del Valle del Po, Arno y Tíber en Italia; El Valle del Ebro en el noreste de España; así como en la meseta suiza, especialmente en el área de Seeland, a finales de otoño y el invierno. Otras áreas particulares de niebla incluyen la Zona costera de Chile (en el sur); la costa de Namibia; la Estación Nord en Groenlandia; y las islas de Tierra del Norte.

## Efectos biológicos y usos humanos
- Las Sequoia sempervirens en California reciben aproximadamente el 30-40 % de su humedad de la niebla costera a modo del goteo de la niebla. El cambio en los patrones climáticos podría dar lugar a la sequía relativa en estas áreas.[6]
- Algunos animales, incluyendo insectos, dependen de la niebla húmeda como una fuente principal de agua, particularmente en climas desérticos a lo largo de muchas áreas costeras africanas. Algunas comunidades costeras utilizan redes de niebla para extraer la humedad de la atmósfera, donde el bombeo de las aguas subterráneas y recogida de aguas pluviales son insuficientes.
- La niebla artificial es la niebla que es creada por el hombre, generalmente vaporizando agua y glicol, o glicerina líquida. El líquido se inyecta en un bloque metálico calentado y se evapora rápidamente. La presión resultante fuerza al vapor a salir por un ducto de escape. Al entrar en contacto con frío del aire exterior, el vapor se condensa en microscópicas gotitas y aparece como niebla. Tales máquinas de niebla se utilizan principalmente en aplicaciones de entretenimiento.

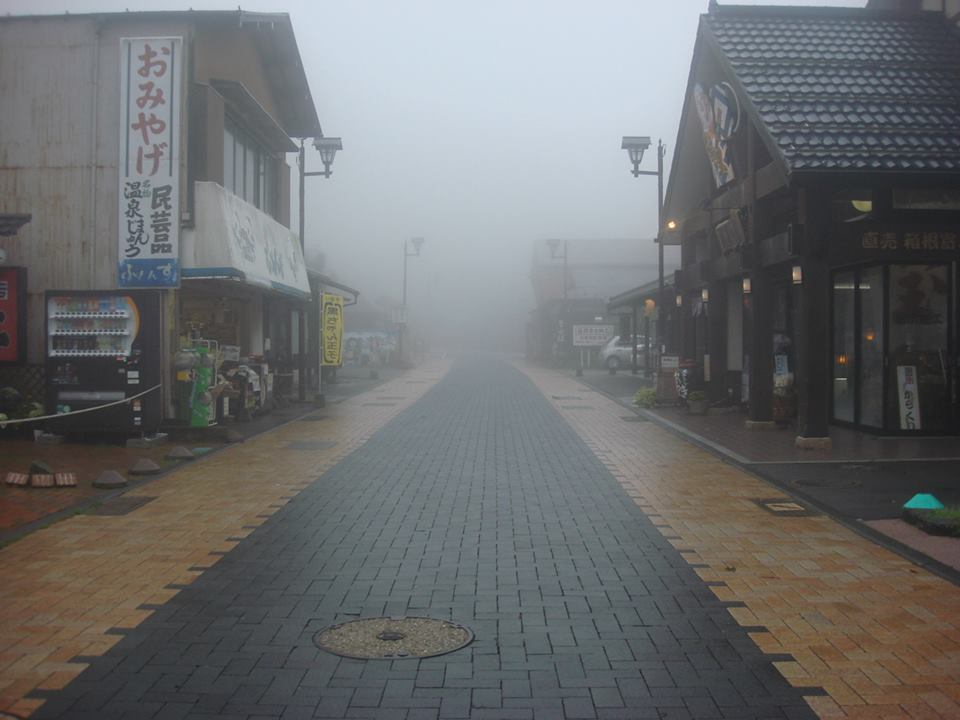
Niebla oscureciendo una calle en Japón.

### Otras consideraciones
- La niebla reduce la visibilidad, e incluso causa que aeropuertos, y en ocasiones, carreteras, sean inutilizables, pues la falta de visibilidad (y en algunos casos, visibilidad nula), hacen peligroso el manejo de vehículos.
- Algunas aeronaves pueden volar con niebla mediante el uso de instrumentales incluyendo radar meteorológico doppler.
- La niebla restringida a una zona geográfica (como los valles) es particularmente peligrosa, pues puede atrapar por sorpresa a los conductores.
- En aeropuertos, se ha intentado combatir la niebla a través del uso de calor, o dispersando partículas de sal en el aire, lo cual ha tenido cierto éxito en temperaturas bajo 0 °C (32 °F).
- Todos los tipos de niebla se forman cuando la humedad relativa alcanza el 100 % y la temperatura del aire baja del punto de rocío (del agua), lo cual causa que el agua se condense.